# Byrrhinus delamarei
Byrrhinus delamarei is een keversoort uit de familie dwergpilkevers (Limnichidae). De wetenschappelijke naam van de soort werd in 1946 gepubliceerd door Maurice Pic.